# Auguste Cadet
 (octobre 2021).
Si vous disposez d'ouvrages ou d'articles de référence ou si vous connaissez des sites web de qualité traitant du thème abordé ici, merci de compléter l'article en donnant les références utiles à sa vérifiabilité et en les liant à la section « Notes et références ».
Auguste Cadet est un architecte français, né le 17 mai 1881 à Lyon, France et décédé le 13 mars 1956 à Casablanca.

## Biographie
Auguste Cadet est affecté en 1918 au Service des plans de villes, au sein du bataillon des mobilisés à Rabat, dans la seconde compagnie.  Il a fait ses études à l'École des beaux-arts de Paris en 1911. 
Arrivé à Casablanca à la fin de la Première Guerre mondiale, il s’associe à Edmond Brion jusqu'au milieu des années 30, joue un rôle décisif dans la réalisation de la nouvelle médina du quartier des Habous, fondée sur un projet initial d'Albert Laprade. 
Il réalise aussi l’immeuble de la Société marocaine de distribution d'Eau, de gaz et d’électricité (1919-1920), celui du Grand Bon Marché, boulevard de la Gare, et l'immeuble Baille, place Edmond-Doutté (1930). Il est l'auteur du passage commercial SUMICA et de l'immeuble du Grand Socco, boulevard de la Gare (1929). 
Observateur raffiné de l’architecture traditionnelle du Maroc, il en reproduit les figures dans ses deux maisons particulières, et surtout dans son chef-d'œuvre qu'est la Mahkama du pacha de Casablanca, bordant cette nouvelle médina où se déroule l’essentiel de sa carrière. 
Il meurt à Casablanca en 1956.

## Principales réalisations

### AvecEdmond Brion (architecte)

#### À Casablanca
- en 1918 et 1953 Quartier des Habous
- entre 1919 1920 Immeuble de la Société marocaine de distribution d'eau, de gaz et d'électricité
- en 1920 Villa Jumelée, rue Rouget de Lisle
- en 1921 Villa Capt, bout de Londres
- en 1921 Mosquée Moulay Youssef, nouvelle médina
- entre 1922 et 1939 Quartier de prostitution (Bousbir 2), la Nouvelle Médina
- en 1925 Ministère de la Santé (Pharmacie centrale), rue des Ouled Ziane, 1925.
- en 1927 Immeuble Michaut, rues de la Poste, Poincaré et Clemenceau
- en 1928 Villa Gras, rue Voltaire
- en 1946 Immeuble Alexandre Bouvier et de la Société marocaine métallurgique, rues de la Poste et de Bouskoura, 1929.
- entre 1929 et 1932 Immeuble et passage du Grand Socco, passage Sumica, Bd de la Gare
- en 1929 Villa Goulven, rue de Nieuport
- en 1930 Immeuble du Comptoir immobilier, boul. de Paris
- en 1931 Immeuble du Grand Bon Marché, bd de la Gare
- en 1931 Immeuble Baille, rue de Bouskoura
- en 1931 Immeuble Tasso, rue des Ouled Harriz
- en 1931 Immeuble Baille, rue du Prince Moulay Abdellah
- en 1932 Villa Theil, rue Defly-Dieude

#### À Rabat
- en 1946 Banque d’Etat du Maroc de Rabat, Bd Mohammed 5
- entre 1930 et 1933 Cité Diour Jamâa, av. Hassan II (ex avenue Témara)

#### Ailleurs au Maroc
- en 1920 Les Immeubles de l’avenue de Bou Khississat, Fès
- en 1922 Banque d’État du Maroc de Marrakech, place Jamaâ El-Fna, Marrakech
- en 1925 Banque d’État du Maroc d’El Jadida, Bd Mohammed 5, El Jadida
- en 1926 Banque d’État du Maroc de Oujda, Oujda
- en 1930 et 1931 Immeuble de la Compagnie française des Métaux, rue de Pologne, Fés
- en 1935 Médersa Mohammedia, Oujda

### Seul
- en 1921 Mosquée Moulay Youssef, pl. Moulay Youssef, les Habous, Casablanca
- en 1930 Maison de l'architecte, rue du Parc, Casablanca
- en 1923 Mosquée, rue Ibn Bajah, Diour Jamaa, Rabat
- en 1925 Mosquée de Khemisset, Khemisset
- entre 1934 et 1936 Mosquée Sidi Mohammed Ben Youssef, place de la mosquée, les Habous, Casablanca
- entre 1938 et 1939 Mahkama du Pacha, pl. Ech-Chouhada, Rabat (actuellement siège du Comité Consultatif des Droits de l'Homme et du Conseil Constitutionnel)
- en 1941 et 1952 Mahkama du Pacha de Casablanca, Bd Victor Hugo, Casablanca (actuellement siège de la Préfecture du Méchouar, l'une des 7 préfectures de Casablanca)
- en 1948 Maison de l'architecte, rue des Charmilles, Oasis,(détruite en 2010).
- en 1953 Mosquée Yaqoub el-Mansour, Rabat.